# Нуйкина, Елена Николаевна
Елена Николаевна Нуйкина (8 октября 1967) — советская и российская футболистка, полузащитница, российский футбольный арбитр, тренер. Мастер спорта по футболу, мастер спорта России международного класса по футзалу.

## Биография
Начала профессиональную карьеру в составе клуба «Нива» (Барышевка), с которым в 1989 году одержала победу во всесоюзном турнире профсоюзных команд (неофициальный чемпионат СССР), а в 1990 году стала победительницей первого чемпионата СССР среди женщин. В 1991 году перешла в «Текстильщик» (Раменское), с которым также завоевала золотую медаль чемпионата страны. Вызывалась в сборную СССР, сыграла как минимум один матч — 28 апреля 1990 года против Финляндии (0:1).
После распада СССР выступала в высшей лиге России за «Текстильщик» и «Калужанку». В составе калужского клуба стала бронзовым призёром чемпионата страны в 1994 году. Также принимала участие в соревнованиях по футзалу, в том числе за московское «Чертаново». Победительница первого чемпионата Европы по футзалу 2001 года.
После окончания игровой карьеры стала футбольным арбитром, судила игры женского чемпионата страны. Представляла город Калуга, позднее — Москву, имеет республиканскую категорию. Была главной судьёй финального матча Кубка России 2012 года. Провела один матч в качестве главного арбитра в молодёжном первенстве России среди мужчин.
В дальнейшем работала детским тренером в школах «Чертаново», «Россиянка», ЦСКА. По состоянию на 2020 год — главный тренер молодёжного состава ЖФК ЦСКА. Ряд её воспитанниц вызывались в юниорские и молодёжные сборные России. Принимала участие в матчах ветеранов.
Окончила Волгоградский государственный институт физической культуры и спорта.